# Flakpanzer 38(t)
Le Flakpanzer 38(t) (ou SdKfz 140) est un char antiaérien allemand développé lors de la Seconde Guerre mondiale sur la base du Panzerkampfwagen 38(t) tchèque pour les besoins de la Wehrmacht.

## Histoire
En 1943, face à la menace croissante de l’aviation alliée (notamment le mitraillage au sol), les Allemands cherchent à développer un char antiaérien offrant une protection aux troupes de combat.
Parmi les projets en développement figurait celui d’un système basé sur le châssis du chasseur de char PzKpfw 38(t) Ausf. M (Marder III) et du canon automoteur Bison Ausf. M. Les premiers exemplaires du nouveau système, désigné Flakpanzer 38(t) Ausf. M, furent livrés à partir de novembre 1943. Le système était essentiellement un châssis de Panzerkampfwagen 38(t) Ausf. M équipé d’un canon de 20 mm Flak 38 sur la partie arrière. En position de route, le canon était protégé par des plaques de blindage mobiles montées de part et d'autre du compartiment de combat. Un total de 141 véhicules de ce type furent fabriqués entre 1943 et 1944.
Même s’il fut le deuxième système antiaérien basé sur un char en importance à être construit par les Allemands, il n’obtint pas de très bons résultats. Le canon Flak 38 n’était pas suffisamment puissant pour menacer les avions ennemis, et l’installation d’un armement plus puissant était impossible en raison de la taille du compartiment de combat.

Quatre-vingt-cinq Flakpanzer 38(t) étaient encore en service à la fin de la guerre.

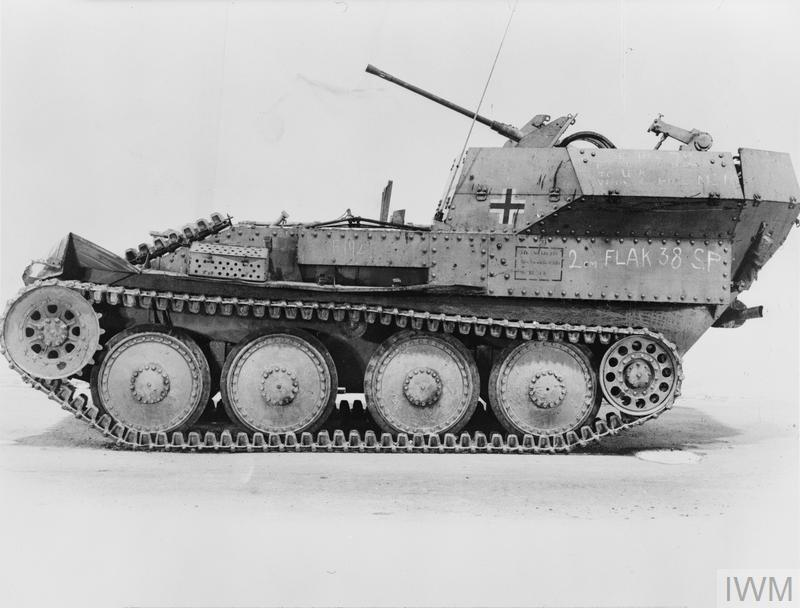
Vue du côté gauche
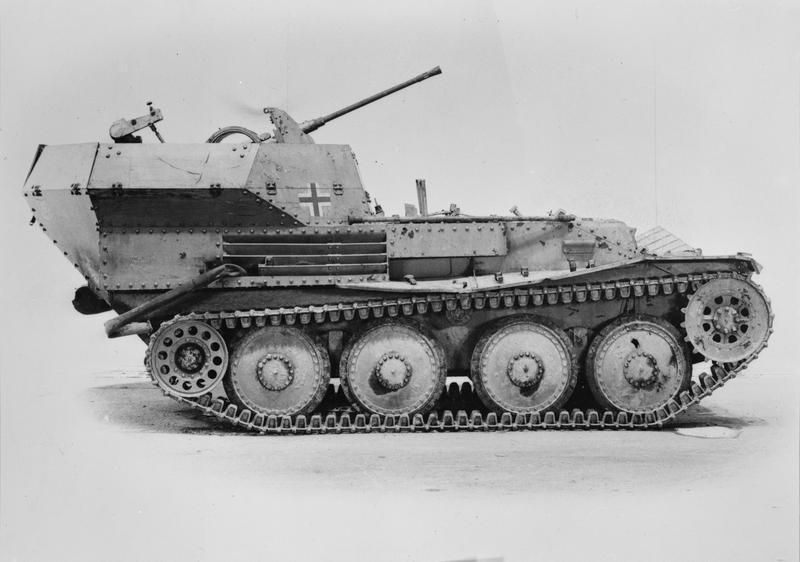
Vue du côté droit
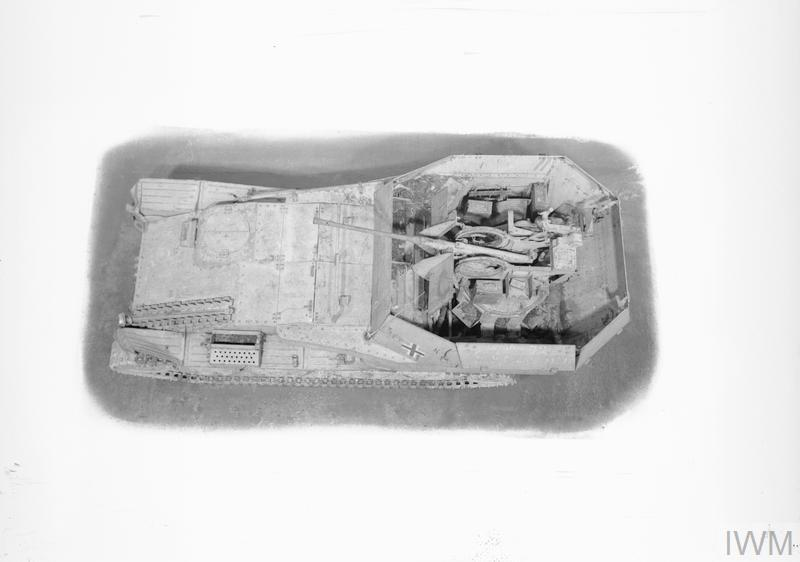
Vue du dessus